# Coenyra hebe
Coenyra hebe är en fjärilsart som beskrevs av Henry Trimen 1864. Coenyra hebe ingår i släktet Coenyra och familjen praktfjärilar. Inga underarter finns listade i Catalogue of Life.